# اگینگتون
اگینگتون (به انگلیسی: Eggington) یک روستا و محله مدنی در بریتانیا است که در Central Bedfordshire واقع شده‌است. اگینگتون ۲۸۷ نفر جمعیت دارد.